# Rezerwat przyrody Góra św. Wawrzyńca
Rezerwat przyrody Góra św. Wawrzyńca – rezerwat stepowy o powierzchni 0,75 ha, położony w województwie kujawsko-pomorskim, powiecie chełmińskim, gminie Chełmno.

## Lokalizacja
Pod względem fizycznogeograficznym rezerwat znajduje się w mezoregionie Pojezierze Chełmińskie. Znajduje się na północny zachód od drogi wojewódzkiej Unisław-Chełmno, w pobliżu miejscowości Kałdus. Obejmuje wał obronny dawnego grodziska na krawędzi doliny Wisły.
Rezerwat jest położony w obrębie Chełmińskiego Parku Krajobrazowego.

## Charakterystyka
W rezerwacie ścisłą ochroną objęto wał ziemny dawnego grodziska prasłowiańskiego oraz fragment zbocza doliny Wisły. Gród wzmiankowany w 1065 i 1222 r. jest jedną z najstarszych osad słowiańskich na ziemi chełmińskiej. W 1217 r. został spalony przez pogańskich Prusów. W 1232 r. Krzyżacy założyli własny gród warowny ok. 2 km na północ w rejonie dzisiejszej wsi Starogród, zaś dawna osada słowiańska została opuszczona. W 1249 r. w Starogrodzie istniał już murowany zamek, a od 1233 r. miasto (Chełmno), które po kilku latach przeniesiono na obecne miejsce. Murowaną warownię rozebrano w latach 90. XVIII wieku.
Głównym zbiorowiskiem roślinnym, dla którego utworzono rezerwat, jest rzadko spotykany zespół pięciornika piaskowego i ostnicy włosowatej. Stanowisko muraw kserotermicznych ma tutaj charakter wtórny i powstało wskutek migracji roślinności wzdłuż zboczy doliny Wisły, niegdyś w znacznym stopniu odlesionych, porośniętych roślinnością stepową.
Obrzeża rezerwatu zajmuje roślinność drzewiasta i krzewiasta, która stopniowo opanowuje tereny zajmowane przez murawy. Są to zarośla tarniny i grochodrzewu, a także klon polny, jawor, buk zwyczajny, wiązy, brzoza, lipa i inne.
Z rzadkich gatunków, w runie rośnie m.in. chroniony pierwiosnek lekarski, jastrzębiec żmijowcowaty, ślazówka turyngska oraz wiele innych roślin łąkowych.

## Szlaki turystyczne
Przez otulinę rezerwatu przebiega  pieszy szlak turystyczny „Rezerwatów Chełmińskich” Bydgoszcz Fordon – Chełmno (48 km). Podążając nim pieszo lub rowerem można zwiedzić rezerwaty rozlokowane na prawym zboczu Doliny Wisły: 
1. Wielka Kępa Ostromecka (leśny),
2. Las Mariański (leśny),
3. Reptowo (ornitologiczny),
4. Linje (torfowiskowy),
5. Płutowo (leśny),
6. Zbocza Płutowskie (stepowy),
7. Góra św. Wawrzyńca,
8. Ostrów Panieński (leśny),
9. Łęgi na Ostrowiu Panieńskim (leśny)